# Форзац

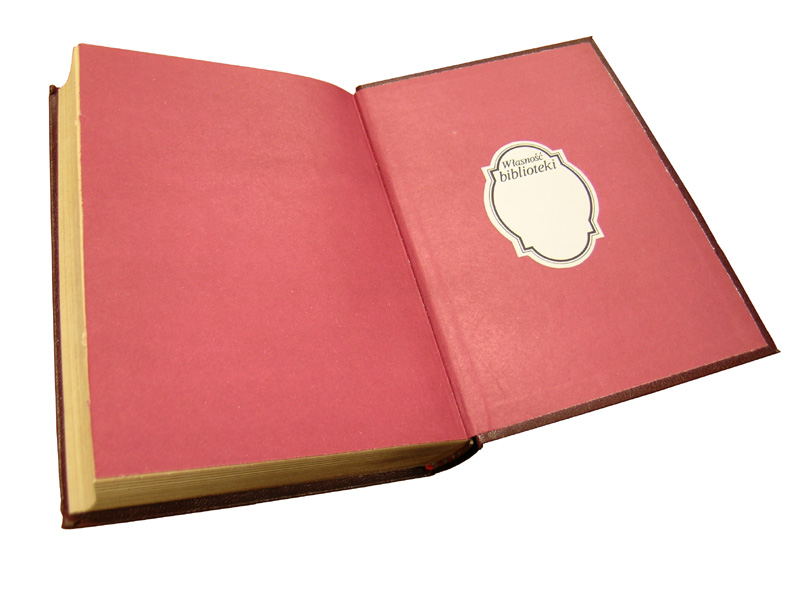
Форзац

Фо́рзац (нім. Vorsatz) — однозгинний аркуш паперу, скріплений з першим і останнім зошитами блока і призначений для з'єднання блока з палітуркою.

## Види
За характером оформлення форзаци бувають задрукованими (мається на увазі, що поверхня форзаца задруковується якимось рисунком чи орнаментом) або незадрукованими.
За конструкцією форзаци поділяють на суцільно паперові, окантувальні, складені, прикантовані.
- Суцільно паперовий форзац — паперовий аркуш, сфальцьований в один згин, розмір якого дорівнює формату видання до його обрізки з трьох сторін. Розкроювання такого форзаца треба здійснювати з урахуванням поздовжнього напрямку волокон.
- Окантувальний форзац — це такий форзац, який має наклеєну на своєму фальці або смужку паперу, або смужку нетканого матеріалу, або коленкора.
- Складений форзац складається з окремих паперових заготовок, які з'єднуються в корінцевій частині смужкою тканини — фальчиком. За міцністю складені форзаци перевищують суцільно паперові, їх зазвичай виготовляють вручну. Фальчик — це смужка матеріалу, яка з'єднує паперові сторони складеного форзаца.
- Прикантувальний форзац — це такий форзац, який кріпиться на смужці тканини або паперу, яка називається стержнем.

Вибір того чи іншого виду форзаца визначається товщиною видання, конструкцією палітурки та форматом. Наприклад, складені форзаци зазвичай застосовують для видань великого обсягу і формату, оскільки маса блока в них більша.
За способом приєднання до блока вирізняють форзаци накидні, приклеєні, прошивні та пришивні.
- «Свій» форзац застосовується найчастіше для видань з товщиною блока до 20 мм, задрукованих на папері щільністю не менше 100 г/м² за поздовжнього розкрою з врахуванням напрямку паперу вздовж корінця. Назву «свій» цей форзац отримав через те, що він є складовою частиною першого та останнього зошитів книжкового блока.
- «Накидний» форзац застосовують для малого обсягу видань. Сам форзац накидається на блок видання в процесі його комплектування вкладкою. Папір для такого форзаца відрізняється за структурою від паперу видання. Цей вид форзаца за своєю конструкцією може бути одинарним або подвійним.
- Приклейний (простий) форзац застосовують для книжкових видань, скомплектованих підбиранням і зшитих нитками, за товщини видання до 30 мм, використовується також для видань, скомплектованих підбиранням, скріплених термонитками, клейовим способом і мініатюрних видань. Цей форзац є найрозповсюдженішим, оскільки має просту конструкцію. Сам форзац приклеюється до корінцевого поля зошита з невеликим відступом до його краю.